# Cromartie High School
Pour les articles homonymes, voir Cromartie.
Cromartie High School (魁!!クロマティ高校, Sakigake!! Kuromati Kōkō) est un shōnen manga de Eiji Nonaka. Il est prépublié dans l'hebdomadaire Weekly Shōnen Magazine de l'éditeur Kōdansha de février 2001 à mai 2006, et a été compilé en 17 tomes. Une adaptation en anime a été réalisée par les studios Production I.G et a été diffusée sur TV Tokyo du 2 octobre 2003 au 25 mars 2004. Un film, Le Bahut des tordus (Sakigake!! Kuromati Kôkô), est également sorti en 2005.
Les écoles secondaires de la série portent le nom de joueurs américains de baseball ayant évolué et été populaires au Japon. Outre Warren Cromartie, auquel réfère le titre Cromartie High School, les écoles portent les noms de Randy Bass, Orestes Destrade, Tony Bernazard et Charlie Manuel. En juin 2005, à l'approche de la sortie du film Sakigake!! Kuromati Kōkō, Warren Cromartie dépose à Tokyo une demande d'injonction pour empêcher sa sortie. L'ancien joueur estime que celui-ci porte atteinte à sa réputation et que ses initiatives charitables auprès des jeunes sont entachées par l'image véhiculée par le film, dans lequel les étudiants de l'école Cromartie « fument, se bagarrent avec les étudiants des autres écoles, et sont dépeints comme des truands ».